# Ікша (річка)
Ікша (Ікшанка) – мала річка у Дмитровському районі Московської області

## Розташування
Річка Ікша (Ікшанка) – права притока Волгуші, яка впадає у річку Яхрому. Раніше її довжина становила 24 кілометри, однак в ході будівництва каналу імені МосквиІкша була перекрита у верхів’ях дамбою, яка утворила Ікшинське водосховище, і тепер вона являє собою дві окремі річки, які розділені водосховищем та дамбою.
У нижній течії від селища Ікша до впадіння у Волгушу річка густо заселена та сильно забруднена. Натомість ділянка від витоків до водосховища пересікає схили Клинсько-Дмитровської гряди літом привабляє туристів. Витік знаходиться біля села Селевкіно.

## Судноплавство
На водосховищі знаходиться пляж, човнова станція та пристань, звідки курсують «Ракети» до Москви на Хімкінський річний вокзал.

## Околиці річки
У селі Селевкіно знаходиться барокова церква Різдва Богородиці XVIII століття. 

## Водосховище
Ікшинське водосховище було створено у 1937 році. Воно включено в систему водотранспортного Каналу імені Москви. Площа водосховища становить 5 квадратних кілометрів, а максимальна глибина 8-9 метрів. Водосховище є популярним місцем заміського відпочинку

## Фауна
В Ікші водяться наступні види риби:  Пічкурі, щуки, йоржі, окуні, лящі, плотва, підлящики, налим, судак та інші види характерні для Волзького водного басейну.